# Panik
Panik — німецький репкор-гурт, заснований у 2002 році. З 2007 по 2008 гурт виступав під назвою Nevada Tan. Таку назву він отримав на ім'я японської школярки Невади-тан.

## Склад гурту
Нинішній склад
- Девід Бонк (нар. 6 лютого 1988) – гітарист, вокаліст (2002-2010; 2016–теп. час)
- Тімо "Т:мо" Зоненншайн (нар. 20 вересня 1987) – реп, вокал (2002-2010; 2016–теп. час)
- Франк "Френкі" Циглер (нар. 28 квітня 1987) – вокал (2007-2010; 2016–теп. час)
- Ян Вернер (нар. 1 березня 1988) – ді-джей, програміст (2002-2010; 2016–теп. час)
- Juri Schewe (born 24 November 1986) – барабанщик (2007-2010; 2016–теп. час)

Учасники гурту під час гастролей
- Тім Кляйн – басист (2010)
- Торбен Тчертнер – басист (2017)

Колишні учасники
- Макс Белен (нар. 8 жовтня 1987) – барабанщик (2003-2006)
- Christian Linke (born 11 March 1987) – басист, гітарист, бек-вокал (2002-2009)

## Дискографія

### Сингли
- як Nevada-Tan

| Назва пісні | GER | AUT | Вихід           |                     |
| ----------- | --- | --- | --------------- | ------------------- |
| Revolution  | 15  | 25  | 30 березня 2007 |                     |
| Vorbei      | 29  | 42  | 8 червня 2007   |                     |
| Neustart    | 44  | —   | 24 серпня 2007  |                     |
| Wegweiser   |     |     | січень 2008     | вільне завантаження |

- як Panik

| Was würdest du tun? | 28 | ? | 15 лютого 2008 |                     |                        |
| Lass mich fallen    | ?  | ? | 4 вересня 2009 |                     |                        |
| Es ist Zeit         |    |   | 24 грудня 2009 | вільне завантаження | вокал у виконанні Тімо |

### Альбоми
- як Nevada Tan

| Альбом            | GER | AUT | CH | Вихід           |
| ----------------- | --- | --- | -- | --------------- |
| Niemand hört dich | 8   | 21  | 63 | 20 травень 2007 |

- як Panik

| Альбом | GER | AUT | CH | Вихід           |
| ------ | --- | --- | -- | --------------- |
| Panik  | -   | -   | -  | 25 вересня 2009 |

### DVD
| DVD                      | GER | AUT | Вихід           |
| ------------------------ | --- | --- | --------------- |
| Niemand hört dich - Live | 10  | —   | 28 вересня 2007 |